# Gunn-Rita Dahle Flesjå
Gunn-Rita Dahle Flesjå (nascida em 10 de fevereiro de 1973) é uma ciclista de estrada norueguesa. Também compete no cross-country de mountain bike. Conquistou a medalha de ouro nos Jogos Olímpicos de Verão de 2004 em Atenas.